# Gloeoporus subochraceus
Gloeoporus subochraceus är en svampart som beskrevs av Corner 1989. Gloeoporus subochraceus ingår i släktet Gloeoporus och familjen Meruliaceae.   Inga underarter finns listade i Catalogue of Life.